# Suhair Zaki

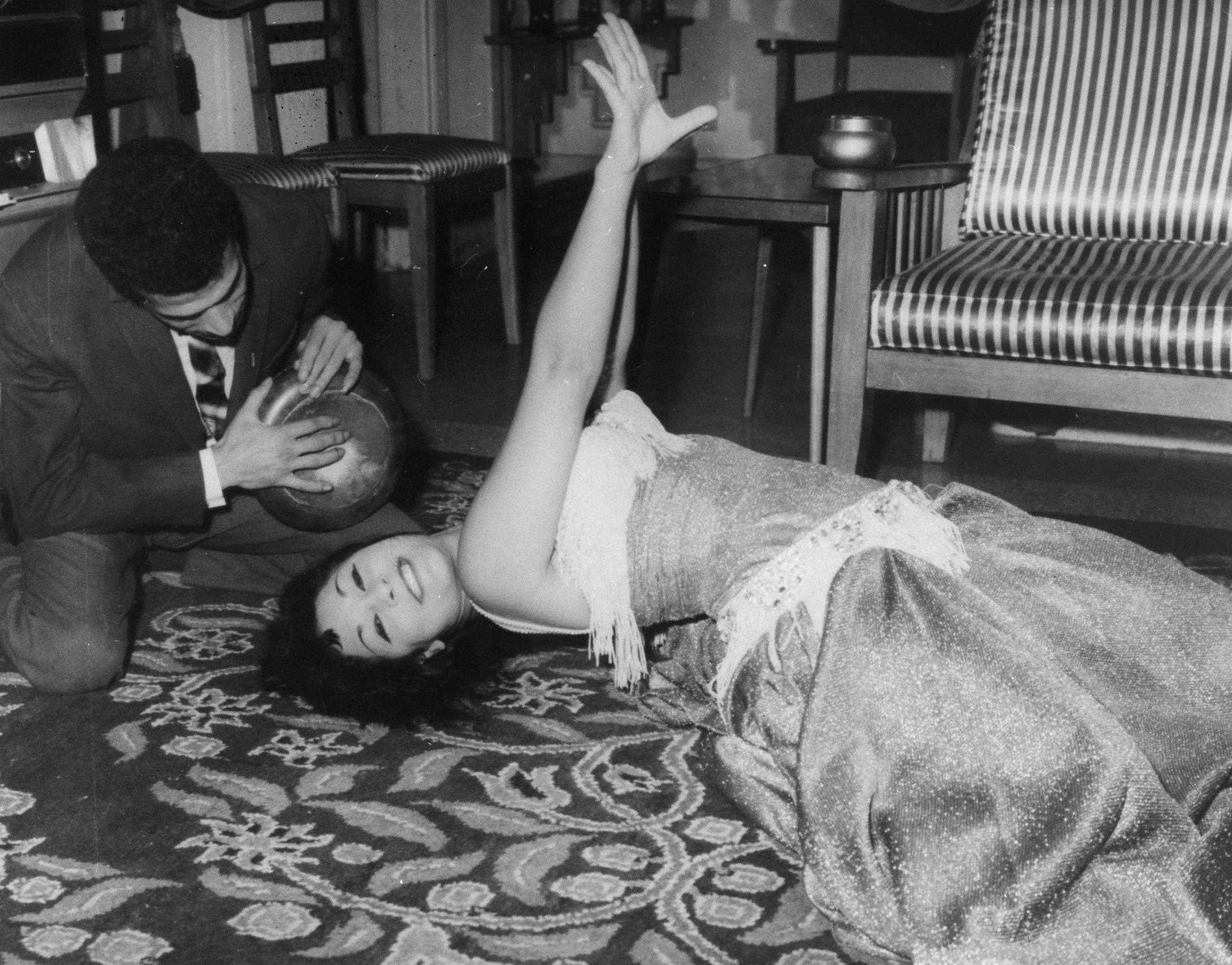
Suhair Zaki, 1965

Suhair Zaki, (anhörenⓘarabisch سهير زكي, DMG Suhair Zakī) (geb. am 4. Januar 1945 in al-Mansura), ist eine ägyptische Bauchtänzerin und Schauspielerin. Sie gehört wie Nagwa Fuad zur zweiten Generation der Stars des ägyptischen Bauchtanzes, die auf Tänzerinnen wie Tahiyya Kariokka und Samia Gamal folgte und galt in den 1970er-Jahren als eine der berühmtesten Bauchtänzerinnen in der arabischen Welt.

## Frühes Leben
Im Alter von neun zog Zakis Familie mit ihr nach Alexandria. Ihr Vater starb, als sie noch ein Kind war; die Mutter heiratete wieder. Ihr Stiefvater wurde ihr späterer Manager. Zaki lernte den Bauchtanz durch das Ansehen von Filmen, in denen Tahiyya Kariokka und Samia Gamal ihre Tanzkunst zeigten.

## Karriere
Zaki begann ihre Karriere als Bauchtänzerin auf Hochzeiten, wo sie der Fernsehproduzent Muhammad Salim entdeckte und eine Stelle als Fernsehmoderatorin anbot. Gleichwohl zeigte Zaki mehr Geschick als Tänzerin und wurde für ihre Auftritte in Shows wie Adwoua El-Madina bekannt. Später trat sie auch in ägyptischen Filmen auf, konzentrierte sich jedoch hauptsächlich auf das Tanzen und spielte Nebenrollen in den meisten ihrer Filme. In Interviews erklärte sie, dass Nagwa Fuad zu dieser Zeit ihre größte Konkurrentin war.
Zaki trat auch häufig in ägyptischen Nachtclubs auf, insbesondere im Nile Hilton Hotel in Kairo. Im Jahr 1964 wurde sie die erste Bauchtänzerin, die zu Umm Kulthums Musik tanzte.
Nach der militärischen Niederlage Ägyptens gegen Israel im Jom-Kippur-Krieg tanzten Fuad und Suhair Zaki 1974 bei einem Auftritt vor dem ägyptischen Präsidenten Anwar al-Sadat, US-Präsident Richard Nixon und dessen Außenminister Kissinger. Die ägyptische nationalistische Presse geißelte den Auftritt als sinnbildliche Prostitution Ägyptens vor den USA und Israel.
1992 beendete sie ihre Karriere als Tänzerin, unterrichtete jedoch später Bauchtanz an Raqia Hassans Egyptian Academy of Oriental Dance in Kairo.

## Privatleben
Suhair Zaki heiratete den Kameramann Muhammad Imara. 1987 wurden sie Eltern eines Sohnes namens Hamada.

## Filmographie (Auswahl)
- 1963 Thaman al Hob (The Price of Love)
- 1963 Aelit Zizi (Zizi’s Family)
- 1963 Sanawat El Hobb’ (Years of Love)
- 1964 Hekayet Gawaz (The Story of a Marriage)
- 1964 Daani wal demouh (Alone with My Tears)
- 1964 Matloub Zawja Fawran (An Intimate Wedding)
- 1966 Cairo 30
- 1966 Al Abeed (The Idiot)
- 1969 Al-shaitan  (The devil)
- 1969 Al-Rajul Zu Al-Khamsat Wujooh (The Man with Five Faces) – TV-Serie
- 1970 Seraa Maa el Mawt (The Struggle with Death)
- 1970 El Maganeen el Talata (The Three Lunatics)
- 1971 Rejal fil al Misyada (Men in the Trap)
- 1972 Melouk al Shar (Kings of Evil)
- 1975 Alo, ana al ghetta (Hello, I am the Cat)
- 1978 Sultana al Tarab
- 1978 ‘Al Kallema Al Akhira (The Last Word)
- 1979 Yomhel wala Yohmel (God Waits but Never Neglects)
- 1982 Aroussa Wa Gouz Ersan (A Bride and Two Grooms)
- 1983 Enna Rabbaka Labelmersad (The Lord of the Lookout)
- 1983 Al Rajel Elle Ba'aa al Shams